# Eschenrode
Eschenrode è una frazione del comune tedesco di Oebisfelde-Weferlingen, nel land della Sassonia-Anhalt.
Fino al 31 dicembre 2009 ha costituito un comune autonomo.